# Рехенберг, Николай Александрович
Николай Александрович Рехенберг (фин. Nikolai von Rechenberg, 1846—1908) — генерал-лейтенант, тайный советник, Выборгский губернатор.

## Биография
Родился 23 октября 1846 года, сын Вазаского губернатора Карла-Александра Рехенберга, происходил из дворян Великого княжества Финляндского.
Образование начал получать в Финляндском кадетском корпусе, из которого 7 сентября 1865 года был переведён в Пажеский корпус; камер-паж с 21 февраля 1866 года.
Выпущен 8 августа 1866 года прапорщиком в лейб-гвардии Московский полк. 16 апреля 1867 года, произведён в подпоручики, a 30 августа 1869 года — в поручики. 26 марта 1870 года назначен командующим 1-й стрелковой ротой лейб-гвардии Московского полка; 16 апреля 1872 года произведён в штабс-капитаны и 12 января 1876 года принял 2-ю стрелковую роту, которая 7 апреля была переименована в 14-ю роту.
В составе лейб-гвардии Московского полка рехенберг отправился на театр военных действий против Турции; 30 августа 1877 года произведён в капитаны. За отличие под Горным Дубняком, где 12 октября был сильно контужен пулей в левое плечо награждён орденом св. Станислава 2-й степени с мечами, за отличие при взятии Телишской позиции получил орден св. Владимира 4-й степени с мечами и бантом и за отличие при переходе через Балканы награждён орденом св. Анны 2-й степени с мечами. За трёхдневный бой под Филиппополем (3, 4 и 5 января 1878 года) удостоен золотой сабли с надписью «За храбрость».
2 марта 1882 года Рехенберг был назначен исправляющим должность младшего штаб-офицера лейб-гвардии Павловского полка и 28 марта произведён в полковники с переводом в этот полк.
12 ноября 1889 года назначен командиром 132-го пехотного Бендерского полка. Произведённый 14 января 1898 года в генерал-майоры получил в командование 1-ю бригаду 42-й пехотной дивизии.
31 декабря 1899 года назначен Выборгским губернатором. 14 августа 1902 года Рехенберг с производством в генерал-лейтенанты вышел в отставку с мундиром и пенсией.
20 февраля 1906 года Рехенберг вернулся на службу и вновь назначен Выборгским губернатором. 15 апреля 1906 года был переименован в тайные советники. 12 марта 1907 года он окончательно вышел в отставку.
Скончался в Санкт-Петербурге 22 ноября 1908 года.

## Семья
Рехенберг был женат на Елене Гавриловне урождённой Зубинской, у них было 5 детей.

## Награды
Среди прочих наград Рехенберг имел ордена:
- Орден Святой Анны 3-й степени (30 августа 1872 года)
- Орден Святого Станислава 2-й степени с мечами (16 декабря 1877 года)
- Орден Святого Владимира 4-й степени с мечами и бантом (31 марта 1878 года)
- Орден Святой Анны 2-й степени с мечами (18 апреля 1878 года)
- Золотая сабля с надписью «За храбрость» (2 января 1879 года)
- Орден Святого Владимира 3-й степени (31 марта 1891 года)